# Lijst van voetbalinterlands Costa Rica - Verenigde Staten
Deze lijst van voetbalinterlands is een overzicht van alle officiële voetbalwedstrijden tussen de nationale teams van Costa Rica en de Verenigde Staten. De landen speelden tot op heden 44 keer tegen elkaar. De eerste ontmoeting was een vriendschappelijke wedstrijd op 19 augustus 1975 in Mexico-Stad (Mexico). Het laatste duel, een kwartfinale van de CONCACAF Gold Cup 2025, vond plaats op 29 juni 2025 in Minneapolis.

## Wedstrijden
| №  | Plaats          | Datum            | Competitie              | Wedstrijd                     | Uitslag |
| -- | --------------- | ---------------- | ----------------------- | ----------------------------- | ------- |
| 1  | Mexico-Stad     | 19 augustus 1975 | Vriendschappelijk       | Verenigde Staten – Costa Rica | 1 – 3   |
| 2  | San José        | 26 mei 1985      | WK 1986 kwalificatie    | Costa Rica − Verenigde Staten | 1 − 1   |
| 3  | Torrance        | 31 mei 1985      | WK 1986 kwalificatie    | Verenigde Staten − Costa Rica | 0 − 1   |
| 4  | San Antonio     | 14 juni 1988     | Vriendschappelijk       | Verenigde Staten − Costa Rica | 1 − 0   |
| 5  | San José        | 16 april 1989    | WK 1990 kwalificatie    | Costa Rica − Verenigde Staten | 1 − 0   |
| 6  | Saint Louis     | 30 april 1989    | WK 1990 kwalificatie    | Verenigde Staten − Costa Rica | 1 − 0   |
| 7  | Miami           | 2 februari 1990  | Vriendschappelijk       | Verenigde Staten − Costa Rica | 0 − 2   |
| 8  | Los Angeles     | 3 juli 1991      | CONCACAF Gold Cup 1991  | Verenigde Staten − Costa Rica | 3 − 2   |
| 9  | Dallas          | 24 november 1991 | Vriendschappelijk       | Verenigde Staten − Costa Rica | 1 − 1   |
| 10 | San José        | 12 februari 1992 | Vriendschappelijk       | Costa Rica − Verenigde Staten | 0 − 0   |
| 11 | Dallas          | 21 juli 1993     | CONCACAF Gold Cup 1993  | Verenigde Staten − Costa Rica | 1 − 0   |
| 12 | Tampa           | 28 mei 1995      | Vriendschappelijk       | Verenigde Staten − Costa Rica | 1 − 2   |
| 13 | San José        | 1 december 1996  | WK 1998 kwalificatie    | Costa Rica − Verenigde Staten | 2 − 1   |
| 14 | Palo Alto       | 14 december 1996 | WK 1998 kwalificatie    | Verenigde Staten − Costa Rica | 2 − 1   |
| 15 | San José        | 14 maart 1997    | WK 1998 kwalificatie    | Costa Rica − Verenigde Staten | 3 − 2   |
| 16 | Portland        | 7 september 1997 | WK 1998 kwalificatie    | Verenigde Staten − Costa Rica | 1 − 0   |
| 17 | Oakland         | 7 februari 1998  | CONCACAF Gold Cup 1998  | Verenigde Staten − Costa Rica | 2 − 1   |
| 18 | San José        | 23 juli 2000     | WK 2002 kwalificatie    | Costa Rica − Verenigde Staten | 2 − 1   |
| 19 | Columbus        | 11 oktober 2000  | WK 2002 kwalificatie    | Verenigde Staten − Costa Rica | 0 − 0   |
| 20 | Kansas City     | 25 april 2001    | WK 2002 kwalificatie    | Verenigde Staten − Costa Rica | 1 − 0   |
| 21 | San José        | 5 september 2001 | WK 2002 kwalificatie    | Costa Rica − Verenigde Staten | 2 − 0   |
| 22 | Pasadena        | 2 februari 2002  | CONCACAF Gold Cup 2002  | Costa Rica − Verenigde Staten | 0 − 2   |
| 23 | Miami           | 26 juli 2003     | CONCACAF Gold Cup 2003  | Verenigde Staten − Costa Rica | 3 − 2   |
| 24 | Salt Lake City  | 4 juni 2005      | WK 2006 kwalificatie    | Verenigde Staten − Costa Rica | 3 − 0   |
| 25 | Foxborough      | 12 juli 2005     | CONCACAF Gold Cup 2005  | Verenigde Staten − Costa Rica | 0 − 0   |
| 26 | San José        | 8 oktober 2005   | WK 2006 kwalificatie    | Costa Rica − Verenigde Staten | 3 − 0   |
| 27 | San José        | 3 juni 2009      | WK 2010 kwalificatie    | Costa Rica − Verenigde Staten | 3 − 1   |
| 28 | Washington D.C. | 14 oktober 2009  | WK 2010 kwalificatie    | Verenigde Staten − Costa Rica | 2 − 2   |
| 29 | Carson          | 2 september 2011 | Vriendschappelijk       | Verenigde Staten − Costa Rica | 0 − 1   |
| 30 | Commerce City   | 22 maart 2013    | WK 2014 kwalificatie    | Verenigde Staten − Costa Rica | 1 − 0   |
| 31 | East Hartford   | 16 juli 2013     | CONCACAF Gold Cup 2013  | Verenigde Staten − Costa Rica | 1 − 0   |
| 32 | San José        | 6 september 2013 | WK 2014 kwalificatie    | Costa Rica − Verenigde Staten | 3 − 1   |
| 33 | Harrison        | 13 oktober 2015  | Vriendschappelijk       | Verenigde Staten − Costa Rica | 0 − 1   |
| 34 | Chicago         | 7 juni 2016      | Copa América Centenario | Verenigde Staten − Costa Rica | 4 − 0   |
| 35 | San José        | 15 november 2016 | WK 2018 kwalificatie    | Costa Rica − Verenigde Staten | 4 − 0   |
| 36 | Arlington       | 22 juli 2017     | CONCACAF Gold Cup 2017  | Costa Rica − Verenigde Staten | 0 − 2   |
| 37 | Harrison        | 1 september 2017 | WK 2018 kwalificatie    | Verenigde Staten − Costa Rica | 0 − 2   |
| 38 | San Jose        | 2 februari 2019  | Vriendschappelijk       | Verenigde Staten − Costa Rica | 2 − 0   |
| 39 | Carson          | 1 februari 2020  | Vriendschappelijk       | Verenigde Staten − Costa Rica | 1 − 0   |
| 40 | Sandy           | 9 juni 2021      | Vriendschappelijk       | Verenigde Staten − Costa Rica | 4 − 0   |
| 41 | Columbus        | 13 oktober 2021  | WK 2022 kwalificatie    | Verenigde Staten − Costa Rica | 2 − 1   |
| 42 | San José        | 30 maart 2022    | WK 2022 kwalificatie    | Costa Rica − Verenigde Staten | 2 − 0   |
| 43 | Orlando         | 22 januari 2025  | Vriendschappelijk       | Verenigde Staten − Costa Rica | 3 − 0   |
| 44 | Minneapolis     | 29 juni 2025     | CONCACAF Gold Cup 2025  | Verenigde Staten − Costa Rica | 2 − 2   |

## Samenvatting
| Competitie        | Totaal gespeeld | Winst Costa Rica | Gelijk | Winst Verenigde Staten | Doelsaldo Costa Rica – Verenigde Staten |
| ----------------- | --------------- | ---------------- | ------ | ---------------------- | --------------------------------------- |
| WK-kwalificatie   | 22              | 12               | 3      | 7                      | 33 − 21                                 |
| CONCACAF Gold Cup | 9               | 0                | 2      | 7                      | 6 − 16                                  |
| Copa América      | 1               | 0                | 0      | 1                      | 0 − 4                                   |
| Vriendschappelijk | 12              | 5                | 2      | 5                      | 10 − 14                                 |
| Totaal            | 44              | 17               | 7      | 20                     | 49 − 55                                 |

Wedstrijden bepaald door strafschoppen worden, in lijn met de FIFA, als een gelijkspel gerekend.

## Details

### Eerste ontmoeting
| Vriendschappelijk (Mexico-Stad, Mexico, 19 augustus 1975): |       |                                                                |
| Verenigde Staten                                           | 1 – 3 | Costa Rica                                                     |
| Henry McCully 76'                                          | goals | 81' Asdrúbal Paniagua 86' Asdrúbal Paniagua 88' Javier Jiménez |

### Tweede ontmoeting
| WK 1986 kwalificatie (San José, Costa Rica, 26 mei 1985): |       |                  |
| Costa Rica                                                | 1 – 1 | Verenigde Staten |
| Óscar Ramírez 42'                                         | goals | 45' John Kerr    |

### Derde ontmoeting
| WK 1986 kwalificatie (Torrance, Verenigde Staten, 31 mei 1985): |       |                       |
| Verenigde Staten                                                | 0 – 1 | Costa Rica            |
|                                                                 | goals | 34' Evaristo Coronado |

### Achtste ontmoeting
| CONCACAF Gold Cup 1991 (Los Angeles, Verenigde Staten, 3 juli 1991): |       |                                           |
| Verenigde Staten                                                     | 3 – 2 | Costa Rica                                |
| Peter Vermes 6' Hugo Pérez 49' (pen.) Héctor Marchena 59' (e.d.)     | goals | 30' Juan Carlos Arguedas 33' Claudio Jara |

### 29ste ontmoeting
| Vriendschappelijk (Carson, Verenigde Staten, 2 september 2011): |       |                    |
| Verenigde Staten                                                | 0 – 1 | Costa Rica         |
|                                                                 | goals | 65' Rodney Wallace |

### 30ste ontmoeting
| WK 2014 kwalificatie (Commerce City, Verenigde Staten, 23 maart 2013): |       |            |
| Verenigde Staten                                                       | 1 – 0 | Costa Rica |
| Clint Dempsey 16'                                                      | goals |            |

### 31ste ontmoeting
| CONCACAF Gold Cup 2013 (East Hartford, Verenigde Staten, 16 juli 2013): |       |            |
| Verenigde Staten                                                        | 1 – 0 | Costa Rica |
| Brek Shea 82'                                                           | goals |            |

### 32ste ontmoeting
| WK 2014 kwalificatie (San José, Costa Rica, 6 september 2013):               |       |                          |
| Costa Rica                                                                   | 3 – 1 | Verenigde Staten         |
| Johnny Acosta 2' Celso Borges 9' Joel Campbell 75'                           | goals | 42' (pen.) Clint Dempsey |
| - Honderdste interland van aanvaller Clint Dempsey voor de Verenigde Staten. |       |                          |

### 33ste ontmoeting
| Vriendschappelijk (Harrison, Verenigde Staten, 13 oktober 2015): |       |                   |
| Verenigde Staten                                                 | 0 – 1 | Costa Rica        |
|                                                                  | goals | 70' Joel Campbell |

### 34ste ontmoeting
| Copa América Centenario (Chicago, Verenigde Staten, 7 juni 2016):         |       |            |
| Verenigde Staten                                                          | 4 – 0 | Costa Rica |
| Clint Dempsey 9' (pen.) Jermaine Jones 37' Bobby Wood 42' Graham Zusi 87' | goals |            |

FEDEFUTBOL · A-internationals · Selecties · Bondscoaches · Costa Ricaans vrouwenelftal · Costa Rica U21 · Costa Rica U20 · Costa Rica U19 · Costa Rica U18 · Costa Rica U17
1920 – 1949 ·
1950 – 1969 ·
1970 – 1979 ·
1980 – 1989 ·
1990 – 1999 ·
2000 – 2009 ·
2010 – 2019 ·
2020 − 2029
Copa América 1997 · 
Copa América 2001 · 
Copa América 2004 · 
Copa América 2011 · 
Copa América 2016
WK 1990 · 
WK 2002 · 
WK 2006 · 
WK 2014 · 
WK 2018
OS 1980 · 
OS 1984 · 
OS 2004
1921 · 
1922–1929 · 
1930 · 
1931–1934 · 
1935 · 
1936–1937 · 
1938 · 
1939 · 
1940 · 
1941 · 
1942 · 
1943 · 
1944–1945 · 
1946 · 
1947 · 
1948 · 
1949 · 
1950 · 
1951 · 
1952 · 
1953 · 
1954 · 
1955 · 
1956 · 
1957 · 
1958 · 
1959 · 
1960 · 
1961 · 
1962 · 
1963 · 
1964 · 
1965 · 
1966 · 
1967 · 
1968 · 
1969 · 
1970 · 
1971 · 
1972 · 
1973 · 
1974–1975 · 
1976 · 
1977–1978 · 
1979 · 
1980 · 
1981–1982 · 
1983 · 
1984 · 
1985 · 
1986 · 
1987 · 
1988 · 
1989 · 
1990 · 
1991 · 
1992 · 
1993 · 
1994 · 
1995 · 
1996 · 
1997 · 
1998 · 
1999 · 
2000 · 
2001 · 
2002 · 
2003 · 
2004 · 
2005 · 
2006 · 
2007 · 
2008 · 
2009 · 
2010 · 
2011 · 
2012 · 
2013 · 
2014 · 
2015 · 
2016 · 
2017 ·
2018 ·
2019 ·
2020 ·
2021 ·
2022 ·
2023 ·
2024
Argentinië ·
Aruba ·
Australië ·
Bahama's ·
Barbados ·
België ·
Belize ·
Bermuda ·
Bolivia ·
Bosnië en Herzegovina ·
Brazilië ·
Canada ·
Chili ·
China ·
Colombia ·
Cuba ·
Curaçao ·
Dominicaanse Republiek ·
Duitsland ·
Ecuador ·
El Salvador ·
Engeland ·
Finland ·
Frankrijk ·
Grenada ·
Griekenland ·
Guatemala ·
Guyana ·
Haïti ·
Honduras ·
Hongarije ·
Ierland ·
Iran ·
Italië ·
Jamaica ·
Japan ·
Joegoslavië ·
Kameroen ·
Marokko ·
Mexico ·
Nederland ·
Nederlandse Antillen ·
Nicaragua ·
Nieuw-Zeeland ·
Nigeria ·
Noord-Ierland ·
Noorwegen ·
Oekraïne ·
Oezbekistan ·
Oman ·
Oostenrijk ·
Panama ·
Paraguay ·
Peru ·
Polen ·
Puerto Rico ·
Qatar ·
Rusland ·
Saint Kitts en Nevis ·
Saint Vincent en de Grenadines ·
Saoedi-Arabië ·
Schotland ·
Servië ·
Slowakije ·
Sovjet-Unie ·
Spanje ·
Suriname ·
Trinidad en Tobago ·
Tsjechië ·
Tsjecho-Slowakije ·
Tunesië ·
Turkije ·
Uruguay ·
Venezuela ·
Verenigde Arabische Emiraten ·
Verenigde Staten ·
Wales ·
Zuid-Afrika ·
Zuid-Korea ·
Zweden ·
Zwitserland
Brazilië (2018) ·
China (2002) · 
Duitsland (2006) · 
Ecuador (2006) · 
Engeland (2014) · 
Griekenland (2014) · 
Italië (2014) ·
Nederland (2014) · 
Polen (2006) · 
Servië (2018) ·
Spanje (2022) ·
Turkije (2002) · 
Uruguay (2014) ·
Zwitserland (2018)
USSF · A-internationals · Selecties · Bondscoaches · Amerikaans vrouwenelftal · Olympisch elftal · USA -21 · USA -20 · USA -19 · USA -18 · USA -17
1885 – 1919 · 
1920 – 1929 · 
1930 – 1939 · 
1940 – 1949 · 
1950 – 1959 · 
1960 – 1969 · 
1970 – 1979 · 
1980 – 1989 · 
1990 – 1999 · 
2000 – 2009 · 
2010 – 2019 ·
2020 − 2029
CA 1993 · 
CA 1995 · 
CA 2007 · 
CA 2016
CC 1992 · 
CC 1999 · 
CC 2003 · 
CC 2009
WK 1930 · 
WK 1934 · 
WK 1950 · 
WK 1990 · 
WK 1994 · 
WK 1998 · 
WK 2002 · 
WK 2006 · 
WK 2010 · 
WK 2014
OS 1904 · 
OS 1924 · 
OS 1928 · 
OS 1936 · 
OS 1948 · 
OS 1952 · 
OS 1956 · 
OS 1972 · 
OS 1984 · 
OS 1988 · 
OS 1992 · 
OS 1996 · 
OS 2000 · 
OS 2008
Algerije ·
Antigua en Barbuda ·
Argentinië ·
Armenië ·
Australië ·
Azerbeidzjan ·
Barbados ·
België ·
Belize ·
Bermuda ·
Bolivia ·
Bosnië en Herzegovina ·
Brazilië ·
Canada ·
Chili ·
China ·
Colombia ·
Costa Rica ·
Cuba ·
Curaçao ·
Denemarken ·
DDR ·
Duitsland ·
Ecuador ·
Egypte ·
El Salvador ·
Engeland ·
Estland ·
Finland ·
Frankrijk ·
Ghana ·
GOS ·
Grenada ·
Griekenland ·
Guatemala ·
Guyana ·
Haïti ·
Honduras ·
Hongarije ·
Ierland ·
IJsland ·
Iran ·
Israël ·
Italië ·
Ivoorkust ·
Jamaica ·
Japan ·
Joegoslavië ·
Kaaimaneilanden ·
Kameroen ·
Koeweit ·
Letland ·
Liechtenstein ·
Luxemburg ·
Malta ·
Marokko ·
Martinique ·
Mexico ·
Moldavië ·
Nederland ·
Nederlandse Antillen ·
Nicaragua ·
Nieuw-Zeeland ·
Nigeria ·
Noord-Ierland ·
Noord-Korea ·
Noord-Macedonië ·
Noorwegen ·
Oekraïne ·
Oezbekistan ·
Oman ·
Oostenrijk ·
Panama ·
Paraguay ·
Peru ·
Polen ·
Portugal ·
Puerto Rico ·
Qatar ·
Roemenië ·
Rusland ·
Saint Kitts en Nevis ·
Saint Vincent en de Grenadines ·
Saoedi-Arabië ·
Schotland ·
Servië ·
Slovenië ·
Slowakije ·
Sovjet-Unie ·
Spanje ·
Thailand ·
Trinidad en Tobago ·
Tsjechië ·
Tsjecho-Slowakije ·
Tunesië ·
Turkije ·
Uruguay ·
Venezuela ·
Wales ·
Zuid-Afrika ·
Zuid-Korea ·
Zweden ·
Zwitserland
Algerije (2010) ·
België (2014) ·
Brazilië (2009, 2) ·
Duitsland (2014) ·
Engeland (2010) ·
Ghana (2006) · 
Ghana (2014) · 
Italië (2006) · 
Nederland (2022) ·
Portugal (2014) ·
Slovenië (2010) ·
Tsjechië (2006)